# إيدريسا لاوالي
إيدريسا لاوالي (بالفرنسية: Idrissa Laouali)‏ (11 سبتمبر 1983 مرادي النيجر - ) هو لاعب كرة قدم نيجيري، يلعب كلاعب وسط، شارك في كأس الأمم الأفريقية 2012.

## وصلات خارجية
- إيدريسا لاوالي على موقع قاعدة بيانات كرة القدم.إي يو (الإنجليزية)
- إيدريسا لاوالي على موقع ناشيونال فوتبول تيمز (الإنجليزية)